# ميرين ماك
ميرين ماك (مواليد 1997)  هي ممثلة اسكتلندية ، اشتهرت بدور كايا في دراما بي بي سي The Nest .

## النشأة
ولدت ماك في إستيرلنغ في اسكتلندا . والدها بيلي ممثل ووالدتها، كالان ،تعمل كمدرس للدراما. شقيقتها الصغرى ، مولي، هي أيضا ممثلة. رقصت مع أختها مولي في دورة ألعاب الكومنولث في غلاسكو 2014 . ذهبت ماك إلى مدرسة ريفرسايد الابتدائية ثم مدرسة والاس الثانوية في ستيرلنغ ،  التحقت ماك بمدرسة الرقص في المسرح الموسيقي في اسكتلندا ،  حتى نجحت في اختبار الأداء في مدرسة جيلدهول للموسيقى والدراما ، حيث درست بكالوريوس الآداب في التمثيل.

## فيلموغرافيا

### التلفاز
| عام  | عنوان                   | وظيفة   | ملاحظات                    |
| ---- | ----------------------- | ------- | -------------------------- |
| 2020 | التربية الجنسية         | فلورنسا | دور متكرر 3 حلقات          |
| 2020 | العش                    | كايا    | الدور الرئيسي - كل 5 حلقات |
| 2020 | أفضل فنان بورتريه للعام | نفسها   | السلسلة السابعة            |

## روابط خارجية
- ميرين ماك في قاعدة بيانات الأفلام على الإنترنت
- stirlingevents.org ميرين ماك - أحداث الجنيه الاسترليني تولبوث توك ، 18 يونيو 2020